# 俄普同盟
俄普聯盟於1764年4月11日在普魯士王國和俄羅斯帝國之间簽署。它對普魯士和俄羅斯人民至關重要，並且是在七年戰爭結束之後。聯盟協議擴大了1762年的《聖彼得堡條約》，該條約結束了兩國之間的戰爭。這是一個防禦聯盟，每一方都宣布將保護對方的領土穩定。它進一步允許兩國干預波蘭立陶宛聯邦，這是該條約的主要目的之一。
該條約是俄羅斯外交官尼基塔·帕寧（Nikita Panin）的創造。它擴展了1762年的聖彼得堡條約，該條約結束了普魯士和俄羅斯之間的七年戰爭。它於1764年4月11日簽署，為俄羅斯和普魯士與英國結盟的俄羅斯政治中的“北方體系”奠定了基礎。儘管英普聯盟在那個時候已經衰落，但英國和俄羅斯之間的關係得到了加強，並於1766年簽署了貿易聯盟条约。
該聯盟本質上是防禦性的，每一方都宣布它將保護對方的領土穩定。通過將最危險的敵人變成盟友，這為普魯士在國際舞台上提供了重要的安全保障。該聯盟還旨在抵消哈布斯堡王朝的力量。從俄羅斯的角度來看，奧地利在與擴大俄羅斯勢力範圍有關的問題上不太願意妥協，因此在當時作為盟友的吸引力較小。根據一些歷史學家的說法，俄羅斯將成為該聯盟的主要夥伴，部分實現其七年戰爭的目標之一：增加對普魯士的影響。其他人則認為，儘管俄羅斯傾向於將普魯士視為小伙伴，但該條約對普魯士來說是一次巧妙的勝利。在他去世前不久，普魯士的腓特烈大帝宣布這是他簽訂的最有利的條約。